# Nowhere Boy
Nowhere Boy is een biografische film uit 2009 onder regie van Sam Taylor-Wood. Het verhaal gaat over de jeugd van John Lennon, een van The Beatles. De titel is een verwijzing naar Nowhere Man, een door hem geschreven lied.
Nowhere Boy werd genomineerd voor de BAFTA Awards voor beste Britse film, beste Britse regiedebuut, en tweemaal voor beste bijrolspeelster (zowel Kristin Scott Thomas als Anne-Marie Duff). Duff won daadwerkelijk een British Independent Film Award.

## Verhaal
John Lennon (Aaron Johnson) woont sinds zijn vijfde jaar bij zijn oom George Smith en zijn tante Mimi (Kristin Scott Thomas). Hij is geschokt door het overlijden van zijn oom, die hij aardiger vond dan zijn strenge tante.
Hij komt erachter dat zijn echte moeder Julia (Anne-Marie Duff) in de buurt woont. Ze is niet zo stijf is als Mimi, maar wel labiel. Zij leert hem op de banjo te spelen. Hij wordt op school geschorst wegens wangedrag, maar vertelt het niet aan Mimi (hij onderschept en verbrandt de brief van school), en mag gedurende die tijd bij Julia de dag doorbrengen. Mimi komt erachter en komt naar Julia om hem op te halen, maar hij wil niet mee en Julia stuurt haar weg. Julia's man wil echter niet dat hij nog veel langer blijft, en tot genoegen van Mimi komt hij weer terug. Ze geeft hem een gitaar.
John richt een band op, met na het eerste optreden ook de jongere Paul McCartney (Thomas Sangster). Omdat zijn schoolresultaten er onder lijden verkoopt Mimi zonder aankondiging zijn gitaar, hoewel hij die voor optredens nodig heeft. John krijgt van Julia geld om de gitaar terug te kopen.
Hij verwijt Julia dat zij hem in de steek heeft gelaten. Ze werpt tegen dat Mimi hem van haar heeft afgepakt. Zij was echter te labiel om voor John te zorgen en hem op te voeden. Uiteindelijk is het weer goed tussen Julia en Mimi. John gaat zelfstandig wonen.
Julia wordt doodgereden door een auto. John is zo overstuur dat hij op de begrafenis met vrienden gaat vechten. Ze hebben er begrip voor.
John vertelt Mimi dat hij voor minstens een paar maanden naar Hamburg gaat met de band.

## Rolverdeling
| - Aaron Taylor-Johnson - John Lennon - Kristin Scott Thomas - Mimi Smith - Anne-Marie Duff - Julia Lennon - Thomas Sangster - Paul McCartney - David Morrissey - Bobby Dykins - Ophelia Lovibond - Marie Kennedy - David Threlfall - Oom George - Sam Bell - George Harrison - Ellie Jeffreys - Teddy Girl | - Jack McElhone - Eric Griffiths - Calum O'Toole - Teddy Boy - Les Loveday - Teddy - Christian Bird - Jimmy Tarbuck - Josh Bolt - Pete Shotton - Simon Lowe - Jim Gretty - Daniel Solazzo - Teddy Boy - James Johnson - Stan Parks - Daniel Ross - Nigel Whalley |

## Trivia
- Het scenario werd geschreven door Matt Greenhalgh. Die werkte als scenarist eerder aan Control, eveneens een biografische film rond het leven van een voortijdig gestorven muzikant (Joy Division-zanger Ian Curtis).
- Nowhere Boy was de openingsfilm van het International Film Festival Breda 2010.